# Marbeth Bierman-Beukema toe Water
Maragrita Elisabeth (Marbeth) Bierman-Beukema toe Water (Den Haag, 11 maart 1943) is een voormalig Nederlands wethouder en politica voor de Volkspartij voor Vrijheid en Democratie (VVD).

## Levensloop
Maragrita Bierman-Beukema toe Water is de dochter van Pitty Beukema toe Water. Na het behalen van het gymnasium diploma studeerde ze rechtsgeleerdheid aan de Universiteit Leiden. Ze begon haar carrière als lid van de gemeenteraad van Heemstede. Een jaar later was zij al fractievoorzitter en in 1984 werd ze benoemd tot wethouder in dezelfde gemeente. Van 1 maart 1988 tot 1 maart 1995 functioneerde ze als regionaal inspecteur van milieuhygiëne bij de provincie Zuid-Holland en van 1 maart 1995 tot 1 april 1999 was ze directeur van de Interbestuurlijke betrekkingen en informatievoorziening van het ministerie van Binnenlandse Zaken. Van 8 juni 1999 tot 12 juni 2007 was ze werkzaam als lid van de Eerste Kamer der Staten-Generaal. In de Eerste Kamer der Staten-Generaal hield ze zich voornamelijk bezig met verkeer en waterstaat.

## Ridderorde
- Ridder in de Orde van Oranje-Nassau, 5 juni 2007

- Parlement.com: vg09llkibxve